# 하파에우 시우바 (유도 선수)
하파에우 카를루스 다 시우바(포르투갈어: Rafael Carlos da Silva, 포르투갈어 발음: [ʁafaˈew ˈsiwvɐ], 1987년 5월 11일~)는 브라질의 유도 선수이다. 2012년과 2016년 하계 올림픽 남자 헤비급에서 동메달을 획득했으며 세계 유도 선수권 대회에서 메달 8개를 획득했다. 또한 팬아메리칸 게임에서 메달 3개, 팬아메리카 선수권 대회에서 메달 14개를 획득했다.